# Кнаусс Кобленц
«Кнаусс Кобленц» («Knauss Coblenz») — немецкая фирма, занимавшаяся производством и дистрибуцией фортепиано в XIX — начале XX века, официальный поставщик двора Германского Императора.

## История
Фортепианная фирма H. Knauss & Sohne (Г. Кнаусс и сыновья), также известная как Knauss Coblenz (Кнаусс Кобленц) по надписи на крышке инструментов была основана в 1832 г. Генрихом Кнауссом (ум. 1872). Во второй половине XIX века фирма, когда фирму возглавили сыновья Генриха Кнаусса Рудольф и Эмиль, фирма получила широкую известность как в Германии, так и широко за её пределами — Англия, Бельгия, Италия, США, Южная Америка, Азия, Австралия. (источник Makers of the Piano 1820—1860, Martha Novak Clinkscale Архивная копия от 18 января 2017 на Wayback Machine).
Коммерческому успеху компании немало способствовало строительство рейнской резиденции Прусского короля Вильгельма (с 1871 года Германского Кайзера Вильгельма I) в Кобленце в 1840г и появление в Кобленце Прусского двора. Супруга Короля Пруссии Королева Августа (с 1871г Кайзерина) любила и даже сама сочиняла музыку. Генрих Кнаусс поставлял для королевского двора фортепиано и в 1844 г. был удостоен звания Hofinstrumentenmacher (Придворного поставщика музыкальных инструментов). (источники Augusta von Sachsen-Weimar-Eisenach Архивная копия от 23 июня 2016 на Wayback Machine и Klaviere und Flügel aus dem Wupperthale — Instrumentenbau in der Wupperregion und am Niederrhein während des 19. Jahrhunderts am Beispiel der Orgel- und Klavierbauerfamilie Ibach  Архивная копия от 8 августа 2017 на Wayback Machine).
Успех при дворе способствовал популярности инструментов Knauss среди знати.
После смерти Генриха Кнаусса, его сыновья смогли сохранить связь с Кайзерским двором и получили звание Hof Pianoforte Fabrikanten (Придворные поставщики фортепиано). Компания Knauss выгодно использовала данное звание для экспансии на зарубежные рынки. Надпись на английском, а не на немецком (что для того времени было необычно) на крышке фортепиано «Maker to the Emperor of Germany» («Поставщик Германского Императора») привлекала покупателей из Нового Света, а необычайная яркость звучания инструментов идеально подходила для регтаймов и джаза. Экспорт стал основным направлением деятельности компании (Источники:
Landesmuseum Koblenz и O’Briain Pianos Ireland)
С 1901 г. фирма перестаёт быть частной, становится Обществом с ограниченной ответственностью (GmbH). В 1907 г. происходит слияние Н. Knauss Sohne с другим производителем фортепиано из Кобленца фирмой Carl Mand и совместная компания приобретает название «Rheinischen Pianoforte Fabriken AG» — «Акционерное общество Рейнская фабрика фортепиано», при этом продолжая выпускать инструменты под первоначальными названиями — C. Mand и H.Knauss Sohne. (Источник: Klaviere und Flügel aus dem Wupperthale — Instrumentenbau in der Wupperregion und am Niederrhein während des 19. Jahrhunderts am Beispiel der Orgel- und Klavierbauerfamilie Ibach  Архивная копия от 8 августа 2017 на Wayback Machine)
Поражение Германии в Первой Мировой войне и последовавшая за ним Ноябрьская революция в Германии ударили в первую очередь по основным потребителям продукции Кнаусс — аристократии. Общее ухудшение экономической ситуации в мире после войны также оказало негативное влияние на объём экспорта. Компания продолжала использовать дорогие материалы, трудозатратные ручные технологии и высокооплачиваемых специалистов, что отражалось на цене, в то время как производители инструментов массового спроса из Берлина и Лейпцига, предлагали инструменты по значительно более низким ценам. Для примера, цена на пианино H.Knauss Sohne было на уровне 1000 марок, в этот же период берлинский производитель компания Trautwein предлагала качественные, хотя и стандартные по отделке инструменты в ореховом или чёрном корпусе и с клавишами слоновой кости всего за 330 марок. (Источники: Aufstieg und Fall einer Koblenzer Fabrikantenfamilie и Klaviere und Flügel aus dem Wupperthale — Instrumentenbau in der Wupperregion und am Niederrhein während des 19. Jahrhunderts am Beispiel der Orgel- und Klavierbauerfamilie Ibach  Архивная копия от 8 августа 2017 на Wayback Machine и Heinrich Knauss Söhne Архивная копия от 27 июля 2018 на Wayback Machine)
Начавшийся мировой экономический кризис, развитие звукозаписи и распространение радио изменили приоритеты и вкусы потребителей. В 1928 г. производство на «Rheinischen Pianofortefabriken» было остановлено, в 1930 фабрика ликвидирована (формально предприятие прекратило существование после документально зарегистрированной ликвидации в 1939г). (Источники: Aufstieg und Fall einer Koblenzer Fabrikantenfamilie и Klaviere und Flügel aus dem Wupperthale — Instrumentenbau in der Wupperregion und am Niederrhein während des 19. Jahrhunderts am Beispiel der Orgel- und Klavierbauerfamilie Ibach  Архивная копия от 8 августа 2017 на Wayback Machine)

## Количество произведённых инструментов
За весь период существования фирма Knauss Coblenz произвела около 30 тыс. инструментов (Источник: Гросбах, Атлас номеров пианино. Grossbach, Atlas der Piano-Nummern Архивная копия от 15 февраля 2018 на Wayback Machine)
Количество произведённых инструментов накопительно по годам:
1894 — 5000
1900 — 9700
1910 — 19200
1920 — 25000
1929 — 30400
1935 — 30712
1945 — 31525
В начале XXI века на аукционах по всему миру регулярно выставляются инструменты этой фирмы. В России инструменты Knauss Coblenz достаточно редки. Те экземпляры, которые встречаются, были ввезены в СССР в основном после Второй Мировой войны и, как правило, отличаются изысканной отделкой корпуса.

## Общие характеристики инструментов
По отзывам компаний, занимающихся восстановлением старинных фортепиано, «пианино этого производителя как правило крупные и высокие, но имеют теплый и сочный звук с превосходным туше. Отделка корпуса обычно выше среднего уровня, а некоторые модели имеют очень много различных орнаментов. Одна из фортепианных фирм, наиболее недооценённых современным рынком. Эти инструменты очень ремонтопригодны и хорошо поддаются реставрации.» (Courtney Pianos. The piano restorers Архивная копия от 30 декабря 2016 на Wayback Machine) «Knauss Coblenz — это превосходные, ручной работы фортепиано с богатым, ясным и артикулированным звуком. Инструменты этой фирмы, которые мы восстанавливали, все были очень хорошего качества и сделаны с высоким мастерством.» (O’Briain Pianos Ireland)
Компании, восстанавливающие фортепиано, также отмечают высокое качество материалов и работы, в частности даже у 120-летних инструментов этой фирмы практически всегда кость клавиш идеально белая. (Sherwood Phoenix Pianos)
Слепой ирландский композитор и аранжировщик традиционной музыки Карл Хардебек (Carl Hardebeck ), ставил звучание фортепиано Knauss Coblenz выше других марок. (Источник: The Knauss Piano — A Beautiful Instrument, A Scant History Архивная копия от 27 декабря 2017 на Wayback Machine)
Рудольф Ибах (Peter Adolf Rudolf Ibach ), владелец известной фирмы, производившей фортепиано и конкурент фирмы Knauss Coblenz, отметил в своей записной книжке хорошее звучание фортепиано Knauss Coblenz. (Источник: Klaviere und Flügel aus dem Wupperthale — Instrumentenbau in der Wupperregion und am Niederrhein während des 19. Jahrhunderts am Beispiel der Orgel- und Klavierbauerfamilie Ibach  Архивная копия от 8 августа 2017 на Wayback Machine)

## Примеры звучания
Поскольку многие инструменты Кнаусс делались под заказ, они, очевидно, «подстраивались» по вкусы их будущих владельцев.
В некоторых моделях молотки среднего и верхнего регистра покрыты замшей, что придаёт яркости звуку, а в басовом штеге выпилены полости, что, очевидно, влияет на распределение колебаний и придаёт нижнему регистру насыщенное виолончельное звучание.
Звук Knauss Coblenz очень яркий, сочный, артикулированный и четкий, хорошо узнаваемый.
Примеры звучания с Youtube:
Звучание полурамного пианино « Knauss. Coblenz».
sonido piano alemán knauss 1920
Pianino Knauß Coblenz
Knauss Piano
Fine Knauss upright piano for sale (Rachmaninov — Prelude, Op. 23/6)
Knauss Upright Piano In American Walnut Case Demonstrated By Sherwood Phoenix Pianos